# Saint-Étienne-sous-Barbuise
Saint-Étienne-sous-Barbuise è un comune francese di 139 abitanti situato nel dipartimento dell'Aube nella regione del Grand Est.

## Società

### Evoluzione demografica
Abitanti censiti